# Salmo pelagonicus
Salmo pelagonicus és una espècie de peix de la família dels salmònids i de l'ordre dels salmoniformes.

## Hàbitat
Viu en zones d'aigües dolces temperades.

## Distribució geogràfica
Es troba a Macedònia del Nord.